# Лавровская волость (Печорский район)

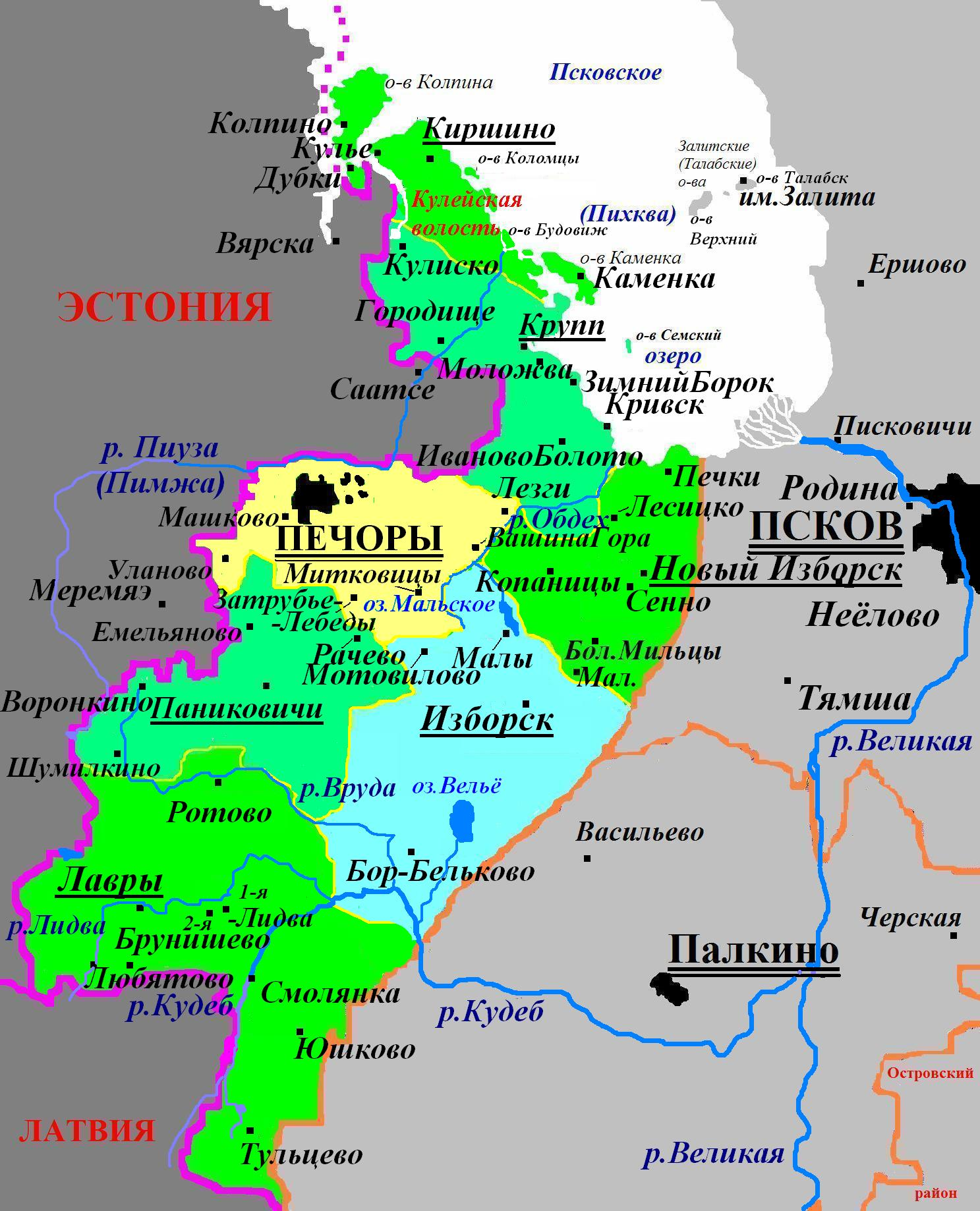
Административное деление Печорского района в 1995—2015 годах (в 1966—1995 годах — вместо волостей — одноимённые сельсоветы)

Лавровская волость — административно-территориальная единица 3-го уровня и муниципальное образование со статусом сельского поселения в Печорском районе Псковской области России.
Административный центр — деревня Лавры.

## География
Территория волости граничит на севере и северо-востоке с городским поселением Печоры (через территорию бывшей Паниковской волости) Печорского района, на востоке — с Палкинским районом Псковской области России, на западе — с волостями Рыуге и Сетомаа уезда Вырумаа Эстонии, на юго-западе — с Педедзенской и Лиепнинской волостями Алуксненского края Латвии.
На территории волости находятся озёра, в том числе на западе — пограничное с Эстонией Бобровское озеро (0,6 км², глубиной до 6 м, к северо-западу от д. Лавры), на юге — Дубохновское озеро (0,21 км², глубиной до 1,2 м, к западу от д. Пашково) и южнее расположенное Грибановское озеро (0,15 км², глубиной до 1,5 м, к северо-западу от д. Тульцево) и др.

## Население
| 2002  | 2010  | 2012  | 2013  | 2014  | 2015  | 2016  |
| ----- | ----- | ----- | ----- | ----- | ----- | ----- |
| 2460  | ↗2541 | ↗2562 | ↘2545 | ↘2514 | ↘2441 | ↘2365 |
| 2017  | 2018  | 2019  | 2020  | 2021  |       |       |
| ↘2319 | ↘2281 | ↘2270 | ↘2231 | ↘1945 |       |       |

## Населённые пункты
В состав Лавровской волости входит 110 деревень:
| №   | Населённый пункт  | Тип     | Население, чел. 2010 |
| --- | ----------------- | ------- | -------------------- |
| 1   | Аполихино         | деревня | →16                  |
| 2   | Арменица          | деревня | ↘9                   |
| 3   | Белая Гора        | деревня | ↘3                   |
| 4   | Бобренки          | деревня | ↗9                   |
| 5   | Бобровник         | деревня | ↘11                  |
| 6   | Боброво           | деревня | ↗138                 |
| 7   | Бобры             | деревня | ↗7                   |
| 8   | Большое Михалкино | деревня | ↘5                   |
| 9   | Борисовка         | деревня | ↘0                   |
| 10  | Ботвино           | деревня | ↘0                   |
| 11  | Брунишево         | деревня | ↘14                  |
| 12  | Бухолово          | деревня | ↘0                   |
| 13  | Высокий Мост      | деревня | ↘29                  |
| 14  | Выставка          | деревня | →0                   |
| 15  | Гагулино          | деревня | →3                   |
| 16  | Говсы             | деревня | ↘2                   |
| 17  | Гора              | деревня | ↗13                  |
| 18  | Горбово           | деревня | →5                   |
| 19  | Горланово         | деревня | ↘1                   |
| 20  | Горушка           | деревня | ↗2                   |
| 21  | Гревели           | деревня | →1                   |
| 22  | Дитятино          | деревня | ↗18                  |
| 23  | Дмитровский Клин  | деревня | ↘0                   |
| 24  | Дурково           | деревня | ↗8                   |
| 25  | Евдокимово        | деревня | ↘2                   |
| 26  | Железово-1        | деревня | ↗13                  |
| 27  | Железово-2        | деревня | ↘4                   |
| 28  | Желчаны           | деревня | ↘5                   |
| 29  | Зайково           | деревня | →3                   |
| 30  | Замошье           | деревня | ↘31                  |
| 31  | Заноги            | деревня | ↗3                   |
| 32  | Захарево          | деревня | →0                   |
| 33  | Захново           | деревня | ↗2                   |
| 34  | Зубово            | деревня | ↗11                  |
| 35  | Капково           | деревня | ↗10                  |
| 36  | Кенги             | деревня | →0                   |
| 37  | Кендиши           | деревня | ↗16                  |
| 38  | Кикуты            | деревня | ↘17                  |
| 39  | Клезено           | деревня | ↗6                   |
| 40  | Ключище           | деревня | ↘19                  |
| 41  | Козино            | деревня | →0                   |
| 42  | Костово-Слободка  | деревня | ↘20                  |
| 43  | Костомары         | деревня | ↘0                   |
| 44  | Костыгово         | деревня | ↘8                   |
| 45  | Красиково         | деревня | ↗16                  |
| 46  | Лабково           | деревня | ↗23                  |
| 47  | Лавры             | деревня | ↗1008                |
| 48  | Ладейники         | деревня | →2                   |
| 49  | Ламище            | деревня | ↗5                   |
| 50  | Леоново           | деревня | →0                   |
| 51  | Лидва-1           | деревня | ↘19                  |
| 52  | Лидва-2           | деревня | ↘25                  |
| 53  | Лидва-Выселок     | деревня | →3                   |
| 54  | Лидва-Шумилово    | деревня | ↘0                   |
| 55  | Литвиново         | деревня | ↗10                  |
| 56  | Личниково         | деревня | ↘5                   |
| 57  | Луги-1            | деревня | →0                   |
| 58  | Луги-2            | деревня | →0                   |
| 59  | Любры             | деревня | ↘0                   |
| 60  | Любятово          | деревня | ↘24                  |
| 61  | Лядинки           | деревня | →1                   |
| 62  | Мадолово          | деревня | ↘4                   |
| 63  | Макарово          | деревня | ↗14                  |
| 64  | Малое Михалкино   | деревня | ↘1                   |
| 65  | Марково           | деревня | ↘25                  |
| 66  | Медведково        | деревня | ↘6                   |
| 67  | Мильдино          | деревня | ↗4                   |
| 68  | Михеенки          | деревня | ↘4                   |
| 69  | Мустишево         | деревня | ↗26                  |
| 70  | Никольщина        | деревня | ↗26                  |
| 71  | Новые Шумки       | деревня | ↘1                   |
| 72  | Павлово-Блины     | деревня | ↘51                  |
| 73  | Папушево          | деревня | ↗39                  |
| 74  | Пашково           | деревня | ↘1                   |
| 75  | Пеньево           | деревня | ↘2                   |
| 76  | Пишево            | деревня | ↗10                  |
| 77  | Подгорье          | деревня | ↘21                  |
| 78  | Поташёво-Говзино  | деревня | ↗3                   |
| 79  | Пурики            | деревня | ↘4                   |
| 80  | Пустошь-Желчаны   | деревня | →0                   |
| 81  | Пустошь-Сохино    | деревня | →0                   |
| 82  | Репище            | деревня | →0                   |
| 83  | Ромшино           | деревня | ↗6                   |
| 84  | Ротово            | деревня | ↗461                 |
| 85  | Семендяево        | деревня | ↘5                   |
| 86  | Смолянка          | деревня | ↗16                  |
| 87  | Соколово          | деревня | ↘4                   |
| 88  | Сохино            | деревня | ↘0                   |
| 89  | Стайки            | деревня | ↘6                   |
| 90  | Стехново          | деревня | ↘2                   |
| 91  | Столбово          | деревня | ↗28                  |
| 92  | Стуколово         | деревня | ↘2                   |
| 93  | Тарантаево        | деревня | ↗18                  |
| 94  | Терехово          | деревня | ↘8                   |
| 95  | Тетерево-1        | деревня | ↘8                   |
| 96  | Тетерево-2        | деревня | ↘1                   |
| 97  | Тульцево          | деревня | ↘16                  |
| 98  | Туравины          | деревня | ↗3                   |
| 99  | Тяково            | деревня | ↘0                   |
| 100 | Усадище           | деревня | ↗18                  |
| 101 | Федосы            | деревня | ↗5                   |
| 102 | Фролкино          | деревня | ↘6                   |
| 103 | Хребты            | деревня | →6                   |
| 104 | Чухново           | деревня | ↘6                   |
| 105 | Шилово            | деревня | ↘0                   |
| 106 | Шубенки           | деревня | ↘6                   |
| 107 | Шумилово          | деревня | ↘9                   |
| 108 | Шумки             | деревня | ↘2                   |
| 109 | Шумряниново       | деревня | ↘16                  |
| 110 | Юшково            | деревня | ↗35                  |

## История
В начале XX века территория современной Лавровской волости относилась на западе к Паниковской волости (с центром в селе Паниковичи, а к 1917 году — в селе Лавры) Псковского уезда, на востоке — к Качановской волости (с центром в селе Горбунова Гора) Островского уезда Российской империи.
C 1920 года в соответствии с Тартуским мирным договором большая часть территории нынешней волости вошла в состав Эстонии (уезд Петсери), а в соответствии с Рижским мирным договором юго-восточная часть современной волости (с деревнями Юшково, Тульцево, Зубово) отошла к Латвии (Яунлатгальский уезд). После вхождения Эстонии и Латвии в СССР в 1940 году эти территории оставались в пределах административных границ Эстонской ССР и Латвийской ССР.
Указом Президиума Верховного Совета РСФСР от 16 января 1945 года территория Лавровской волости была присоединена к РСФСР и вошла в новообразованный Качановский район в виде ряда сельсоветов.
Указом Президиума Верховного Совета РСФСР от 14 января 1958 года Качановский район был упразднён, а западная его половина вошла в состав Печорского района (Ротовский, Шумилкинский, Юшковский и Лавровский сельсоветы).
Решением Псковского облисполкома от 24 декабря 1959 года Шумилкинский сельсовет был упразднён и разделён между Ротовским и Паниковским.
Решением Псковского облисполкома от 7 января 1961 года Юшковский сельсовет был упразднён в пользу Лавровского, а Ротовский сельсовет был упразднён и разделён между Лавровским и Паниковским сельсоветами.
С февраля 1963 до марта 1964 года Лавровский сельсовет вместе с другими сельсоветами Печорского района временно входил в Псковский район.
Постановлением Псковского областного Собрания депутатов от 26 января 1995 года все сельсоветы области были преобразованы в волости, в том числе Лавровский сельсовет — в современную Лавровскую волость.
Законом Псковской области от 28 февраля 2005 года в границах волости было образовано также муниципальное образование Лавровская волость со статусом сельского поселения с 1 января 2006 года в составе муниципального образования Псковский район со статусом муниципального района.